# 깍지벌레
깍지벌레(Coccus cacti)은 깍지벌레아목 또는 진딧물아목(Sternorrhyncha)계통의 깍지벌레(상)과(Coccoidea,깍지벌렛과) 깍지벌렛속에 속하는 곤충이다. 몸의 길이는 암컷은 3~5mm로, 수컷은 이보다 작다. 암컷은 깍지를 만들어 몸을 덮고, 깍지의 색은 대부분 파란빛을 띤 노란색이다.

## 깍지벌레류
깍지벌레 류(깍지벌레類)는 깍지벌렛과의 곤충을 통틀어 이르는 말로 가루깍지벌레과, 말깍지벌레과,솜털깍지벌레과,알깍지벌레과, 이세리아깍지벌레과,좀깍지벌레과등이 있다.

## 쥐똥밀깍지벌레
쥐똥밀깍지벌레(Ericerus pela)는 밀깍지벌레과의 곤충으로 몸의 길이는 3mm, 편 날개의 길이는 6mm 정도이며, 붉은 황색이고 등에는 붉은 갈색의 줄무늬가 있다. 더듬이는 짧고 여섯 마디이며 꼬리에는 한 쌍의 길고 흰 털이 있다. 수컷의 애벌레가 숙주 식물에 붙어 분비하는 흰색 납질(蠟質)은 백랍의 원료가 된다. 쥐똥나무, 광나무 따위에 기생하는데 한국, 일본, 중국 등지에 분포한다.

## 생태계
이들종의 밀납형태의 분비물과 관련된 생화학적 작용을 포함하는 생태학적 위치는 인간의 과실수 재배등에서 심각한 영향을 끼칠수있다고 보고되고 있다. 한편 깍지를 생성하는 밀납형태의 분비물과 관련해서  락 깍지벌레(Kerria lacca, lac bug)와 같은 종은 또한 천연 분비물로 염료와 왁스를 생산하는 천연물 원료인 셀락등에 있어서 주요한 공급원으로 이용돼 왔다.

## 같이 보기
- 진딧물